# Ignacio Martín Gómez
Ignacio "Nacho" Martín Gómez (nascut el 19 de març de 2002) és un futbolista professional asturià que juga com a migcampista a l'Sporting de Gijón.

## Carrera de club
Nascut a Noreña, Astúries, Martín es va incorporar a l'Escola de Futbol de Mareo de l'Sporting de Gijón procedent del Condal CF. Va debutar amb el filial el 17 d'octubre de 2020, començant com a titular en una derrota a casa per 4-2 a Segona Divisió B contra la Cultural i Deportiva Leonesa.
L'1 de juliol de 2021, Martín va renovar el seu contracte amb els rojiblancos i va ascendir definitivament a l'equip B. Va debutar amb el primer equip el 7 d'octubre de 2022, entrant com a substitut tardà de Pol Valentín en una victòria per 3-1 a casa contra el Vila-real CF B a Segona Divisió.